# 구글 캘린더
구글 캘린더(Google Calendar)는 구글이 개발한 시간 관리 및 일정 관리 역법 서비스이다. 구글에서 마이크 새뮤얼이 20% 프로젝트의 일환으로 만들었다. 2006년 4월 13일 베타 버전으로 출시되었고, 2009년 7월에는 웹 및 안드로이드와 iOS 플랫폼용 모바일 앱으로 정식 출시되었다.
구글 캘린더를 통해 사용자는 이벤트를 생성하고 편집할 수 있다. 이벤트에 대한 알림을 설정할 수 있으며, 알림 유형과 시간을 선택할 수 있다. 이벤트 위치를 추가하고 다른 사용자를 이벤트에 초대할 수도 있다. 사용자는 특별 캘린더의 가시성을 활성화하거나 비활성화할 수 있다. 여기에는 앱이 구글 주소록에서 생년월일을 가져와 매년 생일 카드를 표시하는 생일 캘린더와 특별한 날짜를 표시하는 국가별 휴일 캘린더가 포함된다. 시간이 지남에 따라 구글은 기계 학습을 활용하는 기능을 추가했다. 예를 들어, 사용자의 Gmail 메시지에서 이벤트 정보가 자동으로 구글 캘린더에 추가되는 "Gmail에서 이벤트 가져오기", 새로운 정보로 자동으로 업데이트될 수 있는 할 일 활동을 사용자가 추가하는 "알림", 이벤트 생성 시 앱이 제목, 연락처, 위치를 추천하는 "스마트 제안", 사용자가 특정 개인 목표에 대한 정보를 입력하면 앱이 최적의 시간에 활동을 자동으로 예약하는 "목표" 등이 있다.
구글 캘린더의 모바일 앱은 극명하게 엇갈린 평가를 받았다. 2015년 안드로이드 및 iOS 앱에 대한 리뷰는 디자인을 칭찬하기도 하고 비판하기도 했다. 일부 비평가들은 디자인이 "더 깔끔하고", "대담하며", "화려한 그래픽"을 사용했다고 칭찬했지만, 다른 리뷰어들은 그래픽이 너무 많은 공간을 차지한다고 주장했다. 스마트 제안 기능 또한 좋아하거나 싫어하는 의견이 엇갈렸는데, 앱이 이벤트 생성 시 관련 정보를 실제로 제안하는 데 다양한 수준의 성공을 보였다. 하지만 구글 캘린더와 Gmail 간의 통합은 비평가들로부터 "모든 관련 세부 정보가 포함되어 있다"는 칭찬을 받았다.

## 기능
- 구글 캘린더를 통해 사용자는 이벤트를 생성하고 편집할 수 있다. 이벤트는 시작 시간과 종료 시간이 정해져 있으며, "종일 이벤트" 옵션도 있다.
- 사용자는 빈도에 대한 선택적 매개변수를 사용하여 "반복" 기능을 활성화할 수 있다.
- 사용자는 이벤트에 색상을 추가하여 쉽게 인식하거나 다른 이벤트와 구별할 수 있다.
- 이벤트는 일, 주, 월, 4일 또는 일정 등 다양한 유형의 설정으로 볼 수 있다.
- 이벤트 장소를 쉽게 이해할 수 있도록 위치를 추가할 수 있다.
- 사용자는 선택적으로 알림을 설정할 수 있으며, 유형(이메일, 모바일 푸시 알림)과 시간 옵션이 있다.
- 사용자는 다른 사람을 이벤트에 초대할 수 있다. 다른 구글 캘린더 사용자에게는 이벤트가 자신의 캘린더에 표시되며, 구글 캘린더 비사용자에게는 "예", "아니오", "아마도" 옵션이 있는 이메일이 발송된다.
- 개인정보 보호 설정은 전체 캘린더 또는 개별 이벤트의 공개 가시성 수준을 사용자가 정의할 수 있도록 한다. 캘린더는 기본적으로 사용자에게 현지 시간으로 이벤트 시간을 표시하지만, 사용자는 이벤트에 대해 다른 시간대를 지정할 수 있다.
- 사용자는 특별 캘린더의 가시성을 활성화하거나 비활성화할 수 있다. 여기에는 사용자의 구글 주소록에서 생년월일을 자동으로 가져와 매년 날짜를 표시하는 생일 캘린더와 특별한 날짜를 표시하는 국가별 휴일 캘린더가 포함된다.[4]
- 사용자는 URL을 사용하여 캘린더를 구독할 수 있다.

구글 캘린더의 사용자 인터페이스는 원래 케빈 폭스가 디자인했다. 구글 캘린더는 사용자가 다른 캘린더 애플리케이션에서 이벤트를 가져올 수 있도록 하며, 마이크로소프트 아웃룩과 애플 아이클라우드 캘린더를 모두 지원한다.

### 업데이트
2010년 12월, 구글은 사용자가 이벤트에 대한 시간대를 선택할 수 있는 기능을 추가했다. 이 기능은 이전에 없었으며, 부재에 대해 언론에서 비판을 받았다.
2015년 8월, 구글은 "Gmail에서 이벤트 가져오기" 기능을 추가하여 사용자의 Gmail 메시지에서 이벤트 정보가 자동으로 구글 캘린더에 추가되도록 했다. 기본적으로 활성화된 이 기능은 비행 지연과 같이 수신된 새 이메일 메시지를 기반으로 새 정보로 이벤트를 업데이트하기도 한다.
2015년 12월, 구글은 "알림" 기능을 추가하여 사용자가 할 일 활동을 알림으로 추가할 수 있도록 했으며, 이 활동들은 일반 이벤트와 함께 캘린더에 표시된다. 구글은 또한 알림이 숫자나 주소와 같은 알려진 세부 정보를 기반으로 추가적인 유용한 정보를 알림에 자동으로 추가할 수 있다고 밝힌다. 알림은 교차 서비스 기능으로, Inbox by Gmail, 구글 나우, 구글 킵에도 표시된다.
2016년 1월, 구글은 모바일 앱에 "스마트 제안" 기능을 추가했다. 스마트 제안은 이벤트 제목뿐만 아니라 위치 및 연락처도 추천한다. 스마트 제안과 동시에 구글은 54개국의 휴일 캘린더를 추가하여 총 143개의 국가별 휴일 캘린더를 제공하게 되었다.
2016년 4월, 구글은 "목표" 기능을 추가했다. 목표는 사용자가 완료하고자 하는 활동이다. "얼마나 자주?" 및 "가장 좋은 시간?"과 같은 간단한 질문에 답한 후, 구글 캘린더는 자동으로 "해당 목표를 위한 시간을 확보할 최적의 기간을 찾아내며", 캘린더는 시간이 지남에 따라 사용자의 일정에 적응하여, 예를 들어 목표 시간과 직접적인 충돌이 발생하는 이벤트가 추가되면 목표 활동을 재조정한다. 이 기능은 2017년 1월에 구글 핏 및 애플 건강 지원을 포함하도록 확장되어 목표 달성 진행 상황을 확인할 수 있게 되었다.
2017년 3월, iOS 앱이 아이패드 지원을 포함하도록 업데이트되었고, 7월에는 iOS "오늘" 패널에 위젯을 추가하기 위해 다시 업데이트되었다.
2017년 6월, 5월에 여러 구글 서비스에 걸쳐 새로운 구글 패밀리 그룹 기능이 발표된 후, 구글은 구글 캘린더 사용자에게 "가족 캘린더"를 출시하기 시작했다. 이 기능을 통해 가족 구성원은 "가족" 캘린더 옵션에 표시되는 공유 이벤트를 만들 수 있다.
2022년 9월 20일, 구글은 구글 캘린더와 구글 어시스턴트의 알림이 구글 태스크와 통합될 것이라고 발표했다. 이 마이그레이션은 2023년 3월에 일부 사용자를 대상으로 시작되었고, 2023년 2분기에는 다른 사용자에게 선택적 기능으로 확대되었으며, 2023년 5월 22일에는 기업 부문까지 완료되었다.
구글에 따르면, 2024년 중반에 구글은 성소수자 자긍심의 달과 흑인 역사의 달과 같은 기념일을 제거하고 공휴일과 국경일만 기본 캘린더 이벤트로 표시하기 시작했다. 일부 사용자는 구글이 다양성, 형평성, 포용성 (DEI) 이니셔티브를 철회하기 시작한 2025년 2월 초에 이러한 변화를 비판했다.

### 구글 워크스페이스

2014년 11월부터 2020년 10월까지 사용된 구글 캘린더 로고

시보, 비즈니스, 교육, 정부 고객을 위한 프리미엄 기능을 제공하는 구독 서비스인 구글 워크스페이스(이전 G 스위트) 사용자에게 구글 캘린더는 그룹 내 각 개인의 가용 시간을 기반으로 그룹과의 이벤트에 가장 적합한 시간을 제안할 수 있는 "시간 찾기" 기능을 제공한다. 또한, 이 기능은 회의실 예약도 할 수 있다.

## 플랫폼
구글 캘린더는 2006년 4월 13일에 제한된 베타 버전으로 출시되었고, 2009년 7월에 베타 단계를 벗어났다. 처음에는 웹과 안드로이드 운영체제에서만 사용할 수 있었으나, 2015년 3월 10일에 iOS 앱이 출시되었다.

## 평가
2015년 3월 안드로이드 앱 리뷰에서 CNET의 사라 미트로프는 새로운 머티리얼 디자인 기반 앱이 "더 깔끔하고", "산만함이 덜하며, 원래는 지루한 앱에 많은 개성을 더하는 화려한 그래픽"을 가졌다고 썼다. 그녀는 스마트 제안 기능이 새로운 이벤트를 쉽게 만들 수 있게 해준다고 칭찬하며 "몇 글자만 입력해도 앱이 가장 관련성 높은 약속을 제안한다. 앱이 사용자가 사용하는 문구를 기억하기 때문에 미용실이나 병원 예약처럼 반복되는 이벤트를 만드는 데 아주 좋은 기능이다"라고 덧붙였다. 그녀는 구글 캘린더와 Gmail 간의 통합을 칭찬하며 "확인 번호, 원본 이메일 링크, 심지어 항공편의 게이트 번호까지 모든 관련 세부 정보가 포함되어 있다"고 쓰고, 이를 "앱에서 가장 좋아하는 부분 중 하나"라고 불렀지만, 이 기능은 끌 수 있다는 점도 언급했다. 또한 그녀는 "지루해 보이지 않게 하는 개인적인 디자인 요소"를 칭찬했는데, 특히 영화 이벤트에 대한 팝콘 양동이와 같은 특정 유형의 이벤트에 대한 시각적 그림이나 이벤트 위치의 시각적 지도, 그리고 12월에는 "눈 덮인 산과 스키어"와 같은 다른 달에 대한 테마 그림을 앱이 제공하는 점을 언급했다. 전반적으로 그녀는 구글 캘린더가 "기기 내장 캘린더의 안정적이고 간단하며 재미있는 대안"이며 "효율적이고 사용하기 쉽다"고 썼다.
이와 대조적으로 iMore의 앨리슨 카즈무차는 아이폰 앱의 여러 측면을 비판했다. 그녀는 "구글 캘린더에서 가장 먼저 눈에 띄는 것은 대담한 인터페이스"라고 쓰며 "구글이 특정 이벤트 유형을 자동으로 감지하고 그 뒤에 그래픽을 배치하는 것은 좋은 터치"라고 덧붙였다. 그러나 그녀는 그래픽이 차지하는 공간의 양을 비판하며 "더 많은 이벤트를 한눈에 보여줄 수 있는 많은 공간을 낭비한다. 큰 불만은 아니지만, 바쁜 캘린더를 가진 사람에게는 많은 스크롤링을 초래할 수 있다"고 썼다. 그녀는 또한 스마트 제안을 비판하며 "구글 캘린더를 사용한 짧은 시간 동안 자연어 지원이 많이 부족하다. 시간이나 요일을 입력하고 구글이 이를 이해하게 하는 데 어려움을 겪었다"고 썼다. 그러나 그녀는 사용 가능한 보기 옵션을 좋아하며 "3일 보기가 가장 마음에 든다"고 썼지만, "이벤트를 빠르게 끌어다 놓아 일정을 변경할 수 있는" 기능이 부족하다는 점도 언급했다. 카즈무차는 또한 당시 알림 센터에 위젯이 없다는 점을 비판했지만, 결론적으로 "구글 캘린더는 좋은 시작을 보였지만, 나를 [현재 캘린더 앱]에서 전환하게 하지는 못한다"고 썼다.
그러나 Macworld의 데릭 월터는 아이폰 앱을 칭찬하며 "Gmail 계정을 분석하여 이벤트를 자동으로 추가하는 멋진 캘린더 앱"이며 "색상과 그래픽으로 효과를 낸다"고 썼다. 월터는 또한 당시 알림 센터에 위젯이 없다는 점과 당시 아이패드 지원이 없다는 점을 비판했다. 월터는 머티리얼 디자인을 "매우 우아하고 세련되었으며, 정보를 쉽게 볼 수 있도록 분할하고, 화면에 미묘한 물결 효과로 터치를 등록하며, 많은 시각적 신호를 사용하는 데 중점을 둔다"고 불렀지만, "모든 사람에게 적합한 것은 아니며, 특히 iOS 7에서 처음 도입된 애플의 디자인 변경을 선호하는 경우에는 더욱 그렇다. 또한 머티리얼 디자인의 일부 요소가 아이폰으로 잘 옮겨지지 않는다는 점을 알 수 있다. 예를 들어 뒤로 가기 슬라이드 제스처가 없다는 점이다"라고 언급했다.

## 같이 보기
- 개인 정보 관리자 목록